# グラッテーリ
グラッテーリ（イタリア語: Gratteri）は、イタリア共和国シチリア自治州パレルモ県にある、人口約900人の基礎自治体（コムーネ）。

## 地理

### 位置・広がり
パレルモ県のコムーネ。県都パレルモから東南東へ56kmの距離にある。

#### 隣接コムーネ
隣接するコムーネは以下の通り。
- チェファル
- コッレザーノ
- イズネッロ
- ラスカリ